# HD+ (televizní stanice)
HD+ byl český TV kanál provozovaný společností SAT Plus, s.r.o.. Svým divákům nabízel především pořady a dokumenty o zajímavostech, novinkách a trendech z oblasti cestovního ruchu. V neposlední řadě se pak věnoval i technologickým novinkám (nejen) z oblasti HD, které dokumentuj na zajímavých pořadech, jako jsou např. koncerty.
Jako první v ČR pak nabízel testovací vysílání ve 3D, založené na vlastní produkci. Stanice HD+ byla zařazena ve všech programových nabídkách digitální televize UPC v ČR i na Slovensku, a to nejen v HD, ale i ve standardní verzi. Vysílala 24 hodin denně, plně v češtině.

## 3D
HD+ nabízelo jako první ve střední Evropě vysílání ve 3D a to jak v režimu side-by-side (pro majitele 3D televizí), tak i v anaglyphu, kde vysílalo pořady své vlastní produkce. Časy vysílání ve 3D byly k dispozici na webových stránkách na internetu.